# Arracacia
Genre
Arracacia est un genre de plantes à fleurs de la famille des Apiaceae qui comprend en Amérique du Sud et Amérique centrale (du Mexique au nord-est de l’Argentine) des espèces de plantes herbacées. Parmi celles-ci, une espèce à racine tubéreuse, l’arracacha (Accaracia xanthorrhiza), est largement cultivée et consommée par les populations au Brésil ou dans toutes les régions andines.

## Liste des espèces et variétés
Selon Catalogue of Life (22 févr. 2013) :
- Arracacia aegopodioides
- Arracacia anomala
- Arracacia bracteata
- Arracacia brandegei
- Arracacia colombiana
- Arracacia compacta
- Arracacia donnell-smithii
- Arracacia ebracteata
- Arracacia edulis
- Arracacia elata
- Arracacia equatorialis
- Arracacia filipes
- Arracacia fruticosa
- Arracacia hemsleyana
- Arracacia hintonii
- Arracacia incisa
- Arracacia longipedunculata
- Arracacia macvaughii
- Arracacia meyeri
- Arracacia molseedii
- Arracacia moschata
- Arracacia nelsonii
- Arracacia ovata
- Arracacia papillosa
- Arracacia peruviana
- Arracacia pringlei
- Arracacia pubescens
- Arracacia quadrifida
- Arracacia ravenii
- Arracacia rigida
- Arracacia schiedei
- Arracacia schneideri
- Arracacia ternata
- Arracacia tillettii
- Arracacia tolucensis
- Arracacia viscidula
- Arracacia xanthorrhiza

Selon ITIS (22 févr. 2013) :
- Arracacia xanthorrhiza Bancr.

Selon NCBI (22 févr. 2013) :
- Arracacia aegopodioides
- Arracacia andina
- Arracacia anomala
- Arracacia atropurpurea
- Arracacia bracteata
- Arracacia brandegei
- Arracacia compacta
- Arracacia donnell-smithii
- Arracacia ebracteata
- Arracacia edulis
- Arracacia elata
- Arracacia equatorialis
- Arracacia filipes
- Arracacia fruticosa
- Arracacia hemsleyana
- Arracacia hintonii
- Arracacia longipedunculata
- Arracacia macvaughii
- Arracacia molseedii
- Arracacia moschata
- Arracacia nelsonii
- Arracacia pringlei
- Arracacia quadrifida
- Arracacia ravenii
- Arracacia rigida
- Arracacia schneideri
- Arracacia ternata
- Arracacia tolucensis
  - variété Arracacia tolucensis var. multifida
  - variété Arracacia tolucensis var. tolucensis
- Arracacia vaginata
- Arracacia xanthorrhiza

Selon Tropicos (22 févr. 2013) :
- Arracacia acuminata Benth.
- Arracacia aegopodioides (Kunth) J.M. Coult. & Rose
- Arracacia andina Britton
- Arracacia annulata L.O. Williams
- Arracacia anomala Mathias & Constance
- Arracacia arguta (Rose) Mathias & Constance
- Arracacia arguta (Torr. & A. Gray) Benth. & Hook. f.
- Arracacia atropurpurea (Lehm.) Benth. & Hook. f. ex Hemsl.
- Arracacia bracteata J.M. Coult. & Rose
- Arracacia brandegei J.M. Coult. & Rose
- Arracacia brevipes J.M. Coult. & Rose
- Arracacia chiapensis J.M. Coult. & Rose
- Arracacia chirripoi (Suess.) Mathias & Constance
- Arracacia colombiana Constance & Affolter
- Arracacia compacta Rose
- Arracacia coulteri (A. Gray & Harv.) Rose
- Arracacia decumbens (Benth.) Benth. & Hook. f. ex Hemsl.
- Arracacia delavayi Franch.
- Arracacia dissecta J.M. Coult. & Rose
- Arracacia donnell-smithii J.M. Coult. & Rose
- Arracacia dugesii J.M. Coult. & Rose
- Arracacia ebracteata (Rose) Mathias & Constance
- Arracacia edulis S. Watson
- Arracacia elata H. Wolff
- Arracacia equatorialis Constance
- Arracacia esculenta DC.
- Arracacia filiformis J.M. Coult. & Rose
- Arracacia filipes Mathias & Constance
- Arracacia fruticosa Rose
- Arracacia glaucescens Benth.
- Arracacia hartwegii (A. Gray) S. Watson
- Arracacia hemsleyana J.M. Coult. & Rose
- Arracacia hintonii Constance & Affolter
- Arracacia humilis Rose
- Arracacia incisa H. Wolff
- Arracacia irazuensis Kuntze
- Arracacia kelloggii (A. Gray) S. Watson
- Arracacia longipedunculata J.M. Coult. & Rose
- Arracacia luxeana J.M. Coult. & Rose
- Arracacia macvaughii Mathias & Constance
- Arracacia mariana S. Watson
- Arracacia meyeri Mathias & Constance
- Arracacia molseedii Mathias & Constance
- Arracacia montana J.M. Coult. & Rose
- Arracacia moschata (Kunth) DC.
- Arracacia multifida S. Watson
- Arracacia nelsonii J.M. Coult. & Rose
- Arracacia ovata J.M. Coult. & Rose
- Arracacia papillosa Mathias & Constance
- Arracacia pennellii Constance
- Arracacia peruviana (H. Wolff) Constance
- Arracacia peucedanifolia Franch.
- Arracacia pringlei J.M. Coult. & Rose
- Arracacia pubescens H. Wolff
- Arracacia purpusii Rose
- Arracacia quadrifida Constance & Affolter
- Arracacia ravenii Constance & Affolter
- Arracacia rigida J.M. Coult. & Rose
- Arracacia schiedei (H. Wolff) Mathias & Constance
- Arracacia schneideri Mathias & Constance
- Arracacia tapalpae M.E. Jones
- Arracacia tenuifolia Rose
- Arracacia ternata Mathias & Constance
- Arracacia tillettii Constance & Affolter
- Arracacia tolucensis (Kunth) Hemsl.
- Arracacia vaginata J.M. Coult. & Rose
- Arracacia vestita (S. Watson) S. Watson
- Arracacia wigginsii Constance
- Arracacia xanthorrhiza Bancr.